# Todd Hays
Todd Dennys Hays (ur. 21 maja 1969 w Del Rio) – amerykański sportowiec, początkowo futbolista, potem zawodnik sportów walki. Największe sukcesy osiągnął jednak w bobslejach, w której to dyscyplinie był medalistą igrzysk olimpijskich i mistrzostw świata.

## Sportowa kariera

### Futbol amerykański
Hayes grał na pozycji linebackera w drużynie Uniwersytetu Tulsa. W 1991 roku zdobył z nią Freedom Bowl. Po ukończeniu studiów przez dwa sezony grał w CFL w drużynie Toronto Argonauts.

### Sporty walki
Futbol porzucił dla kick-boxingu, który trenował od dzieciństwa. W 1993 roku został mistrzem USA w wadze ciężkiej. Sukces ten zaowocował zaproszeniem go do udziału w pierwszym w historii turnieju K-1 Grand Prix w Tokio. Hays odpadł w pierwszej walce, znokautowany niskim kopnięciem przez karatekę Masaakiego Satake.
W 1994 roku za namową brata rozpoczął karierę bobsleisty. Aby sfinansować kosztowne starty i zakup własnego bobsleja, w 1995 roku wystartował w prestiżowym turnieju vale tudo z serii Vale Tudo Japan. W pierwszej walce pokonał przez duszenie japońskiego zapaśnika Koichiro Kimurę, ale nie wyszedł do półfinałowej walki z obrońcą tytułu, Ricksonem Gracie z powodu kontuzji ręki.

### Bobsleje
Dzięki udziałowi w japońskim turnieju zarobił 10 000$, co pozwoliło mu zakupić sanie i rozpocząć od sezonu 1996 regularne starty w Pucharze Świata. W 1998 roku jego czwórka zakwalifikowała się do igrzysk w Nagano (1998), ale nie dopuszczono jej do startu, gdyż jeden z członków zespołu miał pozytywny wynik testu antydopingowego.
Cztery lata później na igrzyskach w Salt Lake City  był pilotem czwórki USA-1, z którą zdobył srebrny medal – pierwszy amerykański w bobslejach od 46 lat. W konkurencji dwójek uplasował się na 4. miejscu. Rok później pilotowana przez niego czwórka zdobyła srebrny medal mistrzostw świata w Lake Placid, a dwa lata później podczas mistrzostw globu w Niemczech zajęła 3. miejsce
W sezonie 2003/2004 Hays zajął 3. miejsce w Pucharze Świata w klasyfikacjach kombinacji oraz czwórek. Dwa sezony później uplasował się również na trzecim miejscu, tym razem w klasyfikacji dwójek i czwórek.
Podczas turyńskich igrzysk w 2006 roku pilotowana przez niego dwójka oraz czwórka spisały się poniżej oczekiwań − obie zajęły 7. miejsce. Po olimpiadzie ogłosił zakończenie kariery. Do bobslejów powrócił w 2008 roku, chcąc wystąpić na trzecich igrzyskach z rzędu. W grudniu 2009 roku jego czwórka rozbiła się jednak na torze w Winterbergu, a on sam doznał urazu głowy, skutkującym krwotokiem śródmózgowym. Wypadek ten skłonił go do definitywnego zaprzestania startów.